# Willie Davids
Willie da Fonseca Brabazon Davids (Campinas, 29 de novembro de 1893 – ?, 10 de julho de 1944) foi um engenheiro e político brasileiro.

## Biografia
Filho do engenheiro galês radicado no Brasil, Richard Gore Brabazon Davids e de Angelina Fonseca Davids, casou-se com Carlota de Mello Peixoto, filha de João Batista de Mello Peixoto, e teve dois filhos, Willie e Nellie. 
Trabalhou na São Paulo Tramway, Light and Power Company e na City of Santos Improvements Co, onde seu pai havia sido engenheiro-chefe.
Foi um dos responsáveis pela criação da Companhia Ferroviária São Paulo-Paraná em 1920, negociando com o governo paranaense a concessão da estrada de ferro, a qual foi inaugurada em 1924 entre Ourinhos e Leoflora. 
Participou, em 1927, da comissão que escolheu as terras a serem adquiridas pela Companhia de Terras Norte do Paraná. No ano de 1932, foi convidado pela Companhia de Terras Norte do Paraná para uma das suas diretorias, havendo sido um dos propulsores da colonização do norte do Paraná. Foi supervisor de projetos de estradas de ferro, de estradas de rodagem e cidades criadas pela Companhia. 
Comprou terras, formando a Fazenda União para o cultivo do café.

### Política
Foi eleito e reeleito prefeito de Jacarezinho e deputado estadual de 1918 a 1925. Em 1932, foi o eleito para a Prefeitura Municipal de Londrina, pelo Partido Social Democrático (PSD). Como naquela época o mandato era de cinco anos, suas atividades ocorreram de 1935 a 1940.
No primeiro ano como prefeito, a cidade enfrentou um surto de febre amarela, foi quando organizou uma missão percorrendo a mata para vacinar a população. Também criou um laboratório para o preparo da vacina.
Em 1936, alguns pioneiros comandados por Arthur Thomas, Willie Davids e Antonio Camargo Ferraz fundaram uma sociedade beneficente, posteriormente denominada Irmandade da Santa Casa de Londrina. O objetivo principal era construir um hospital para atender a população. A mensalidade arrecadada, mais fundos obtidos em promoções, possibilitaram a inauguração, oito anos mais tarde, da Santa Casa de Londrina, o primeiro grande hospital da região, representando a independência da cidade na área de saúde.
Em 14 de julho de 1937, fundou o Colégio Estadual Hugo Simas, antigo Grupo Escolar de Londrina. O colégio, que nunca mudou de endereço, foi construído no terreno doado pela CTNP de frente para a Rua Pio XII, entre as ruas Prefeito Hugo Cabral e Pernambuco.
Em sua gestão, abriu estradas, construiu pontes, criou escolas municipais em Nova Dantzig (hoje Cambé), Rolândia, Arapongas e Apucarana, ampliou a rede de água encanada, instalou iluminação elétrica, encampou um matadouro municipal de gado bovino, abriu o campo de aviação no patrimônio Espírito Santo, ajardinou praças, adquiriu tratores e caminhões irrigadores e implantou serviços públicos, principalmente o de Higiene. 
Foi exonerado do cargo sete meses antes do final do seu mandato pelo interventor Manoel Ribas. Ele havia sido acusado, informalmente, de ter misturado o dinheiro público com o privado.
Willie Davids não viveu muito tempo para planejar um retorno à política. Morreu em sua fazenda no dia 10 de junho de 1944.

### Homenagem
Seu nome é utilizado para denominar o Estádio Willie Davids como homenagem ao homem que incentivou do progresso da região norte do Paraná.